# Turbulences (roman)
Pour les articles homonymes, voir Turbulences.
Turbulences (titre original : Airframe) est un roman de Michael Crichton, publié aux États-Unis en 1996.
La traduction en français est parue en 1997.

## Résumé
De brutales perturbations obligent le vol Hong Kong-Denver à se poser à Los Angeles. On constate la mort de trois personnes et cinquante-six blessés. Une semaine plus tard, un contrat essentiel doit être signé avec les Chinois. La sécurité des appareils aériens de la Norton Company pose à nouveau problème...